# SpellForce: The Order of Dawn
SpellForce: The Order of Dawn es un videojuego de estrategia en tiempo real y rol de 2003, desarrollado por Phenomic Game Development y publicado por Encore, Inc. La primera entrega en la serie SpellForce, el juego tiene lugar en un mundo de alta fantasía en los años posteriores a un evento cataclísmico devastador que ha dividido las tierras en varias islas. La historia en sí se centra en un esclavo inmortal al que se le otorga la libertad para investigar los crecientes problemas entre algunas de estas islas, lo que pronto trae la guerra a sus habitantes. El juego combina elementos de juego de roles, como asumir misiones, equipar personajes y mejorarlos al subir de nivel, junto con elementos de estrategia en tiempo real centrados en reunir recursos para construir bases y unidades. Además de la campaña de la historia del juego, los jugadores también pueden participar en batallas de escaramuzas y partidas multijugador.
El juego fue lanzado en Europa el 11 de noviembre de 2003, y en América del Norte el 11 de febrero de 2004. The Order of Dawn recibió críticas favorables, y JoWooD Productions lanzó dos expansiones: SpellForce: The Breath of Winter en junio de 2004 , y SpellForce: Shadow of the Phoenix en noviembre de ese mismo año. Tanto el juego principal como las expansiones se relanzaron más tarde como un paquete titulado SpellForce Platinum Edition en noviembre de 2005. El éxito del juego hizo que generara dos secuelas: SpellForce 2: Shadow Wars  el 21 de agosto de 2006 y SpellForce 3 el 7 de diciembre de 2017.

## Jugabilidad
SpellForce es tanto una estrategia en tiempo real como un videojuego de rol que se juega desde la perspectiva de tercera persona. En el juego, los jugadores asumen el papel de un personaje que crean (un avatar) que explora una variedad de mapas, realiza misiones y mata monstruos, y gana experiencia para subir de nivel, mejorar habilidades y desbloquear la capacidad de manejar nuevos equipos. . Junto a su personaje, los jugadores pueden convocar a guerreros inmortales (considerados como "Runewarriors" en el juego) que actúan como miembros adicionales del grupo para ayudar en la exploración del mundo del juego y el combate, así como ejércitos de unidades militares, a través de la recopilación de recursos, la construcción estructuras y luego reclutando unidades que se desbloquean como resultado, para ayudar en batallas a gran escala.
Al igual que con los juegos de rol tradicionales, los personajes creados por los jugadores se pueden asignar a una de las tres clases (luchador, arquero o mago) con diferentes puntos de estadísticas y habilidades asignadas cuando se crean. Al aumentar ciertas habilidades, los jugadores pueden equipar a su personaje para usar nuevos tipos de armas y hechizos para el combate. Sin embargo, la muerte no finaliza el juego de forma permanente  –  si un jugador ha activado un monumento llamado "bindstone" en un mapa, entonces su personaje reaparecerá en caso de que muera en la batalla. En las batallas, los jugadores tienen acceso a un sistema que les permite activar habilidades de combate y hechizos según lo que se seleccione: si se selecciona un enemigo, los jugadores pueden dictar qué personajes lo atacan y qué habilidades/hechizos se usan en él. Los aliados que se unen al personaje también suben de nivel, pero generalmente permanecen unos niveles por detrás del personaje principal; Además, solo pueden ser reclutados adquiriendo una piedra rúnica a la que están vinculados y equipándola, y el jugador puede cambiar a otros aliados cuando sea necesario. Los elementos de estrategia en tiempo real del juego ocurren cuando el jugador debe usar ejércitos para lograr objetivos. Comandar los ejércitos de las seis razas controlables  –  humanos, enanos, elfos, orcos, trolls y elfos oscuros  –  requiere poseer una runa para los trabajadores de su base, así como controlar el monumento de esa raza en un mapa . La construcción de bases y el reclutamiento de unidades requieren reunir recursos con unidades de trabajadores, así como realizar actualizaciones para acceder a nuevos edificios y unidades más fuertes.
El juego presenta un extenso modo de campaña que cubre una serie de mapas de juego interrelacionados, que se vuelven accesibles a medida que los jugadores avanzan en la historia. Durante la campaña, los jugadores pueden participar en dos tipos de misiones: misiones principales, que avanzan en la historia, brindan acceso a nuevas unidades y estructuras, brindan nuevas runas para usar y desbloquean nuevos mapas para explorar; y Side Quests, que brindan medios opcionales para ganar experiencia y otras recompensas. Las misiones comienzan al encontrar un NPC en un mapa del juego y, a veces, pueden requerir visitar otro mapa del juego para completar sus objetivos. Además de esto, los jugadores también pueden participar en el modo Freeplay, que les permite hacer libremente lo que quieran sin misiones en ningún mapa, así como competir en batallas multijugador con otros jugadores.

## Trama

### Ambientación
SpellForce: The Order of Dawn tiene lugar en el mundo de alta fantasía de Eo, habitado por varias razas, incluidos humanos, elfos, enanos y orcos, que originalmente constaba de varios continentes, islas y océanos. 80 años antes de que comience la historia, un grupo de 13 poderosos magos conocidos como El Círculo se vieron envueltos en una guerra debido a la sed de poder, que empeoró cuando se encontraron con un poderoso ritual  –  conocido como la Convocatoria, la El ritual les permitiría adquirir los poderes de los elementales que el dios Aonir había unido para formar Eo, durante un evento celestial que bloqueó el poder de Aonir. Eventualmente, uno del Círculo logró invocar la Convocatoria, solo para descubrir que los elementales no podían ser controlados por ellos, lo que provocó que Eo se rompiera en una serie de islas, cada una de ellas unida por obeliscos que canalizaban el poder de Aonir mientras estaban aislados unos de otros por un mar elemental, que impide viajar en barco.
La campaña para un jugador tiene lugar entre un grupo de estas islas que formaban la mitad norte del continente de Fiara, que mantienen vínculos entre sí gracias a una red de portales establecida por el mago Rohen Tahir, un supuesto superviviente del Círculo como la mayoría. de sus miembros murieron durante la destrucción de Eo. La historia se centra en la difícil situación de un Runewarrior  –  uno de varios esclavos inmortales creados por el Círculo a partir de las almas de guerreros y magos para liderar sus ejércitos  –  que Rohen libera para investigar un conjunto preocupante de eventos.

### Sinopsis
Durante una acalorada batalla entre ejércitos de humanos y orcos, el mago del Círculo Rohen Tahir intenta evitar que otro miembro del Círculo invoque el ritual de la Convocación, pero falla al hacerlo, lo que hace que Eo sea destrozado por los elementales atados debajo de su superficie. 80 años después, Rohen, después de haber pasado años creando una red de portales para mantener conectada la tierra restante a raíz de la Convocatoria, recibe una poderosa piedra rúnica de un antiguo sirviente del Círculo. Utilizándolo para convocar a un poderoso Runewwaror, los libera de su esclavitud y antes de instruirlos para viajar a la ciudad de Greyfell y encontrar más instrucciones sobre qué hacer. Poco después de que Rohen se va a investigar los informes de criaturas hechas de acero negro, un mago al que se hace referencia como "El Oscuro" lleva al Runewarrior a una emboscada. Al enterarse de que Rohen se está metiendo en una trampa y que varias islas están a punto de ser invadidas, Runewwaror escapa de su trampa y comienza una búsqueda para encontrar y salvar a Rohen.
En Greyfell, Runewarrior se entera de que gran parte de las islas del norte han sido invadidas por mercenarios conocidos como The Black Fist, que se han aliado con las tribus orcas locales. Obteniendo el apoyo de un equipo conocido como La Orden del Amanecer, Runewwaror comienza a trabajar para despejar el camino hacia Rohen, lidiando con los orcos y mercenarios. Después de alcanzar a Rohen, que está explorando la isla de Frostland Marches en busca de un ataúd, rápidamente le informan sobre el Oscuro. Sorprendido por esto, Rohen les da un libro sobre la Convocatoria y les informa que encuentren un objeto poderoso conocido por el mago Hokan, que es lo único que puede detener al Oscuro. Poco después de esto, Rohen encuentra y abre el ataúd que buscaba, pero lo encuentra vacío. En ese momento, el Oscuro llega y mata a Rohen, antes de decirle a Runewwaror que informe a la Orden que se acerca una era de guerra, antes de bloquear el camino más allá de la isla con un ejército de criaturas de acero negro llamadas Iron Ones.
Volviendo a la Orden, Runewwaror se entera de que Hokan no solo era un miembro del Círculo, sino también un nigromante que regresó de su muerte como un fantasma que comanda ejércitos de muertos vivientes. Al descubrir que está al mando de sus ejércitos para encontrar un artefacto, Runewwaror lo recupera y se lo lleva a Hokan. A cambio, Hokan revela que los Iron Ones fueron su propia creación, diseñados para lidiar con los ejércitos de demonios que comandaba su rival, y que lo único que puede detener a un miembro del Círculo es un artefacto llamado Phoenix Stone. Con este conocimiento, el Runewaror recupera la piedra, pero no puede evitar que la Orden lance un ataque contra la barricada de los Iron Ones, rompiéndola con éxito a costa de sus propios hombres. Aunque continúan su búsqueda del Oscuro, una trampa les hace perder tanto la Piedra Fénix como el Libro de la Convocatoria.
A pesar de esto, Runewwaror finalmente rastrea y se enfrenta al Oscuro en su fortaleza, solo para descubrir que el mago es en realidad una versión más joven de Rohen. Rápidamente se enteran de que Rohen había intentado invocar la Convocatoria hace 80 años, pero después de que falló, viajaron al futuro para encontrar lo que necesitaban para regresar e intentar la Convocatoria nuevamente para hacerlo bien. Agradeciendo a Runewaror, Rohen abre una puerta del tiempo y viaja al pasado, años antes de que se invoque la Convocatoria. Sin embargo, las escenas finales revelan cómo el joven Rohen pronto cambió, después de darse cuenta de lo tonta que era su búsqueda de poder y la destrucción que había causado, quedando efectivamente atrapado en un bucle de tiempo en el que intentaría detener a su yo más joven pero fallaría. y luego ser asesinado por él, permitiendo que los eventos se repitan mientras terminan efectivamente con la locura del Círculo para siempre.

## Recepción
En el mercado alemán, SpellForce vendió más de 100.000 unidades a principios de 2004.
Andrew Park de GameSpot dijo en su reseña del juego: "La combinación única de elementos de juego de rol y estrategia de SpellForce hace que valga la pena echarle un vistazo a los fanáticos de cualquier tipo de juego". Sin embargo, dijo sobre la voz en off " parte es decente, aunque el resto es bastante malo.” El juego obtiene un puntaje de 7.4 basado en 24 reseñas de GameSpot para Metacritic. GameSpot más tarde lo nombró el mejor juego de computadora de febrero de 2004.
En la revisión de Dan Adams de IGN, se elogió la jugabilidad y los gráficos del juego. Sin embargo, dijo sobre la actuación de voz que fue una de las peores que había escuchado en mucho tiempo. Le dio al juego una puntuación general de 8.2 sobre 10.
Alex Tsotsos de GameSpy dijo sobre el juego que, como juego para un solo jugador, SpellForce brilla. Sin embargo, dijo que el juego carecía de "las opciones de trama que caracterizan a los mejores juegos de rol". También criticó a la IA enemiga y le dio al juego una puntuación de 3 de 5 estrellas.

### Premios
SpellForce y sus paquetes de expansión han sido galardonados con varios premios en los German Developer Awards:
| Año  | Colocación | Categoría                               | Título                             |
| ---- | ---------- | --------------------------------------- | ---------------------------------- |
| 2004 | 1.º        | Mejor banda sonora y sonido en el juego | SpellForce - Breath of Winter      |
| 2004 | 1.º        | Mejores escenas                         | SpellForce - Breath of Winter      |
| 2004 | 2.º        | Mejores escenas                         | SpellForce - The Order of Dawn     |
| 2004 | 2.º        | Mejor interfaz                          | SpellForce - Breath of Winter      |
| 2004 | 2.º        | Mejores gráficos                        | SpellForce - Breath of Winter      |
| 2004 | 3.º        | Mejor juego de precio medio             | SpellForce - Breath of Winter      |
| 2005 | 2.º        | Best level and game design              | SpellForce - Shadow of the Phoenix |
| 2005 | 2.º        | Mejor juego de rol/aventura             | SpellForce - Shadow of the Phoenix |
| 2005 | 3.º        | Mejor banda sonora y sonido en el juego | SpellForce - Shadow of the Phoenix |
| 2005 | 3.º        | Mejor historia/tradición                | SpellForce - Shadow of the Phoenix |

## Expansiones

### Breath of Winter
La primera expansión, Breath of Winter, se lanzó el 25 de junio de 2004 y se centró en una nueva historia que tiene lugar después de los eventos de The Order of Dawn. En estas expansiones, los jugadores asumen el papel de un Runewwaror que es convocado por los líderes de un grupo de refugiados para brindarles asistencia. Sin embargo, los eventos pronto se vuelven caóticos cuando el grupo se encuentra trabajando junto a una raza de elfos de hielo para evitar que una entidad poderosa reviva a dos dioses oscuros que podrían sumergir a Eo en la oscuridad. Junto con la nueva campaña y los enemigos que presenta, la expansión trajo varias mejoras al juego original, incluidos nuevos elementos y hechizos para usar en todos los modos de juego.

### Shadow of the Phoenix
La segunda expansión, Shadow of the Phoenix, fue lanzada el 12 de noviembre de 2004 y se centró en una historia que tiene lugar después de los eventos de Breath of Winter. En esta historia, los jugadores asumen el papel de un Runewwaror que es convocado para ayudar a detener la locura del nigromante Hokan, que ha vuelto a la vida gracias a los acontecimientos de The Order of Dawn. Pronto se encuentran en una búsqueda para evitar que Hokan alcance un poder inimaginable que podría convertirlo en un dios, encontrándose lidiando con las almas resucitadas de los magos de Circle en el proceso. La expansión presenta una campaña más difícil dirigida a personajes que están por encima del nivel 25, mientras que los jugadores pueden elegir jugar como avatares predefinidos, también pueden importar los creados para "The Order of Dawn" o "Breath of Winter". ', pero solo si están por encima del requisito de nivel mínimo para la expansión. Además de esto, la expansión también introdujo dos nuevos tipos de unidades para las razas jugables, nuevos mapas para los modos Freeplay y multijugador, y permite a los jugadores elegir si usar las reglas del juego PvP originales o las de Shadow of the Phoenix, aunque es posible que no se enfrenten a los jugadores que usan el otro conjunto como resultado.